# داته مونه‌ناری
داته مونه‌ناری، مارکی (به ژاپنی: 伊達 宗城 Date Munenari); ۱ سپتامبر ۱۸۱۸ – ۲۰ دسامبر ۱۸۹۲) سیاستمدار در دوره باکوماتسو و اوایل دوره میجی و هشتمین ارباب قلمروی اواجیما اهل ژاپن بود. در زمان قدرتمندی تایرو، ای نائوسوکه، در طی تصفیه آنسی وی محکوم به حبس خانگی شد.